# Pseudobagrus trilineatus
Pseudobagrus trilineatus és una espècie de peix de la família dels bàgrids i de l'ordre dels siluriformes.

## Morfologia
Els mascles poden assolir els 7,6 cm de longitud total.

## Distribució geogràfica
Es troba a Guangdong (Xina).